# M25 (spårvagn)

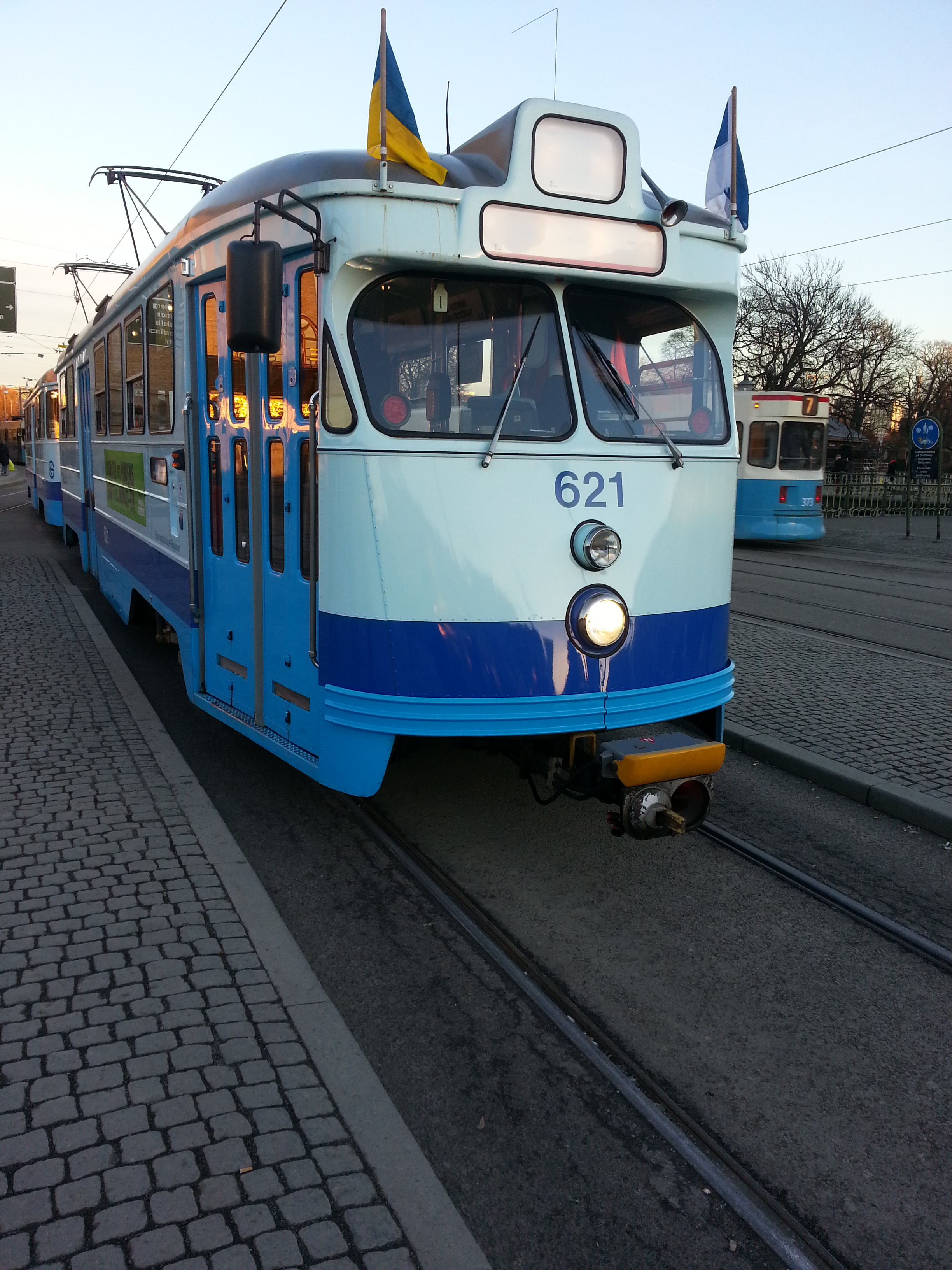
M25 nummer 621 på Drottningtorget, Göteborg 1 mars 2013.

M25 är en fyraxlig boggiespårvagn som byggdes i 125 exemplar för Göteborgs Spårvägar. Vagnarna levererades av Hägglunds åren 1958–1962 och var i trafik fram till 1994. Modellen är numera utrangerad men ett fåtal vagnar finns dock bevarade hos Spårvägssällskapet Ringlinien.

## Nya vagnar
Spårvägsdirektören Sixten Camp ville ta upp kampen med privatbilismen och införde därmed moderna och mer attraktiva spårvagnar i Göteborg, där vagnparken till stor del var föråldrad. Hade man då inte gjort någonting åt den föråldrade vagnparken fanns det en risk att även Göteborg hade förlorat sin status som spårvägsstad. Man tittade främst på amerikanska PCC-spårvagnar och utarbetade en ny spårvagnstyp utifrån dessa. M25 blev dock bara till utseendet lik de amerikanska PCC-vagnarna, elektriskt hade M25 en helt annan konstruktion.

## Enmansbetjänade
En viss oro spred sig bland de anställda hos GS när det allt mer stod klart att M25 kunde bemannas med enbart förare, som då även kunde biljettera resenärerna. Ursprungligen var M25 utrustad med separat konduktörsplats, men denna togs sedermera bort, likadant var det med flertalet av efterföljaren M28.
I början tvåmansbetjänades vagnen på dagtid vardagar, men kvällstid och på lördag och söndag var föraren ensam ombord, detta varierade litet över tid och på olika linjer. Personalmässigt blev det i alla fall en stor besparing med enmansbetjänade två- eller trevagnarståg. Enligt uppgift var det aldrig någon som ofrivilligt fick lämna sina jobb på grund av vagntypen, man ökade istället trafiken och vidareutbildade konduktörer till förare, dessutom var man i en tid med många pensionsavgångar.

## 125 exemplar
Att beställa 125 spårvagnar var på denna tid, och är än idag, ett djärvt företag. Denna beställning med efterföljande leverans är den största spårvagnsbeställning som gjorts i Sverige. Man får tänka sig in i det faktum att många spårvägsstäder i Sverige hade lagt ned sin spårvägstrafik eller hade planer på att göra det då denna vagntyp projekterades till Göteborg.
125 spårvagnar av samma typ är den största serien med likadana vagnar som GS någonsin haft. Efterföljarna till M25, M28, beställdes i 70 exemplar, M29 i 60 exemplar. När den sista M29:an var levererad var det sammanlagt 255 pedalvagnar byggda efter samma grundkoncept, och dessa vagnar skulle få en lång användningstid där M25:ans efterföljare M28 gick i trafik fram till oktober 2021 och M29 fortfarande (2025) är i trafik.

## Teknik
M25 hade för sin tid ett avancerat elektromekaniskt och delvis elektroniskt elsystem. Föraren kontrollerar vagnens fartpådrag och broms med varsin pedal, varför golvet vid förarplatsen inte alls är olikt det i en automatväxlad personbil. När detta elektriska reglersystem konstruerades ansågs det mycket avancerat och banbrytande, där den för den tiden nykonstruerade transistorn fanns med i den primära delen av reglerutrustningen. Strömmen till motorerna reglerades dock fortfarande via resistorer som kopplades upp via relän och kontaktorer.
Förarhytten har en pedal till höger för pådrag och en pedal till vänster för broms. Här är också ett säkerhetssystem inbyggt, om föraren helt släpper båda pedalerna eller trampar båda eller en av dem i botten nödstoppas (pådragspedalen) alternativt farobromsas (bromspedalen) vagnen. Föraren kan också välja att hålla en knapp nedtryckt på förarbordet istället för att hålla en pedal med foten.
Som tidigare nämnts kopplas strömmen till motorerna upp av en lång kedja av reläer och kontaktorer via körmotstånd. Det finns också system som känner av vagnens hastighet och jämför detta med aktuellt pådrag för att hindra slirning.
Denna spårvagnstyp tillsammans med efterföljarna M28 och M29, som också kontrolleras med pedaler, kallas för pedalvagnar.
Flera M25 kunde kopplas ihop (multipelkopplas) till hela tåg, där samtliga vagnar var aktiva, men framfördes av enbart en förare. Detta var nytt för M25, där tidigare spårvagnstyper hade släpvagnar utan egen drivning. Vagnarna kopplades ihop med ett automatkoppel av typ Scharfenbergkoppel. Vanligtvis kopplades två vagnar ihop, men under vissa tider förekom också trevagnarståg. Detta medförde att vagntågen kunde delas och sättas samman ute på linjen, något som förekom då man delade Guldhedslinjerna på Kapellplatsen för vidare färd mot Sahlgrenska respektive Guldheden, liksom linjen till Lundby och linjen till Biskopsgården på Eketrägatan. Linje två och linje sex trafiksattes under olika perioder med trevagnarståg. På Angeredsbanan kördes det med tre- eller fyravagnarståg. Ett obekräftat världsrekord gör gällande att ett tåg med tolv M25:or under en vagntransport, framfördes på Angeredsbanan på tidigt 1980-tal. M25 kunde även multipelkopplas med M28 och M29.
Under Angeredsbanans första tid saknades vändslingor och trafikerades då med tåg med förarplats i tågens båda ändar. Detta möjliggjordes genom att man denna tid hade kvar 15 stycken vänstertrafikvagnar, som gick akterkopplade med högertrafikvagnar.

## Skeppsbron
Vagnarna levererades från Hägglunds på godsvagn. De lossades i Göteborg med mobilkranar på Skeppsbron då det på denna tid fanns järnväg dit. Vagnarna bogserades sedan till vagnhallen på Stampgatan med en speciell arbetsvagn som kallades "valfångaren". När det sedermera blev dags för högertrafikombyggnad gjordes denna procedur om när vagnarna sändes tillbaka till Hägglunds. Det hände även att krockskadade vagnar sändes till Hägglunds i Örnsköldsvik för reparation, varför några vagnar varit i Örnsköldsvik fler än två gånger.

## Trafikpremiär
Liksom med andra spårvagnstyper nu som då, var även M25 behäftad med en del "barnsjukdomar". Men under 1959–1960 började dessa vagnar bli dominerande på stadens spårvägsnät.
Den första vagnen 501 kom till Göteborg den 5 maj 1958 och var då ordentligt försenad. Trafikpremiär för M25 blev det först på linje 9 den 22 januari 1959. Det var då vagn 503 som gick ut först som tåg 2 på Långedragslinjen kl 09.33 från Järntorget till Saltholmen, och den 2 november samma år var det dags för M25 att trafiksättas på linje 2.

## Vänstertrafik
Den 4 juni 1962 levererades den sista M25:an, vagn nummer 625, och eftersom svenskarna hade röstat nej i folkomröstningen till högertrafik blev samtliga vagnar levererade i vänstertrafikutförende. Riksdagen beslöt i maj 1963 att det ändå skulle bli högertrafik vilket fick till följd att samtliga vagnar, liksom flera av föregående vagntyp M23 måste byggas om. Vagnarna skickades då tillbaka till Hägglunds för ombyggnad. Samtidigt togs det då i de flesta vagnarna upp ett extra dörrhål längst bak i vagnen, medan några vagnar hade fått en tredje dörr redan som vänstervagnar. Ombyggnaderna av M25 pågick ända till 1970. 594 var den sista till högertrafik ombyggda vagnen som lämnade Örnsköldsvik den 2 januari 1970. Ursprungligen fick Hägglunds ett kontrakt på ombyggnad av samtliga 125 vagnar, men detta ändrades sedan då man ville spara 15 vänstervagnar till Angeredsbanan, som då inte hade någon vändslinga. Dessa 15 vagnar fick aldrig någon extra dörr längst bak insatt.
Under högertrafikombyggnaden fick flera vagnar även konduktörsplatsen flyttad till höger sida inne i vagnen, men senare efter 1968 slopades konduktörsplatsen helt i ombyggda vagnar. En bit in på 1970-talet kunde man träffa på vagnar som fortfarande hade konduktörsplats, sådan fanns även i M28. Vänstervagnarna döptes till M25v och högervagnarna till M25h.
Före högertrafikomläggningen kunde man se högervagnar gående baklänges akterkopplade med en ännu inte ombyggd vänstertrafikvagn. Efter dagen H kunde det vara tvärtom. Konduktörerna lämnade successivt vagntypen, först på prov under helgerna. M25 blev sedan enmansbetjänad under hela veckan. Vagntypen gjorde lång, trogen och tung tjänst fram till mitten av 1990-talet och ännu längre i Oslo (se nedan). Den tyngsta tjänsten fick de M25:or som rullade på Angeredsbanan.

## M25 på Angeredsbanan

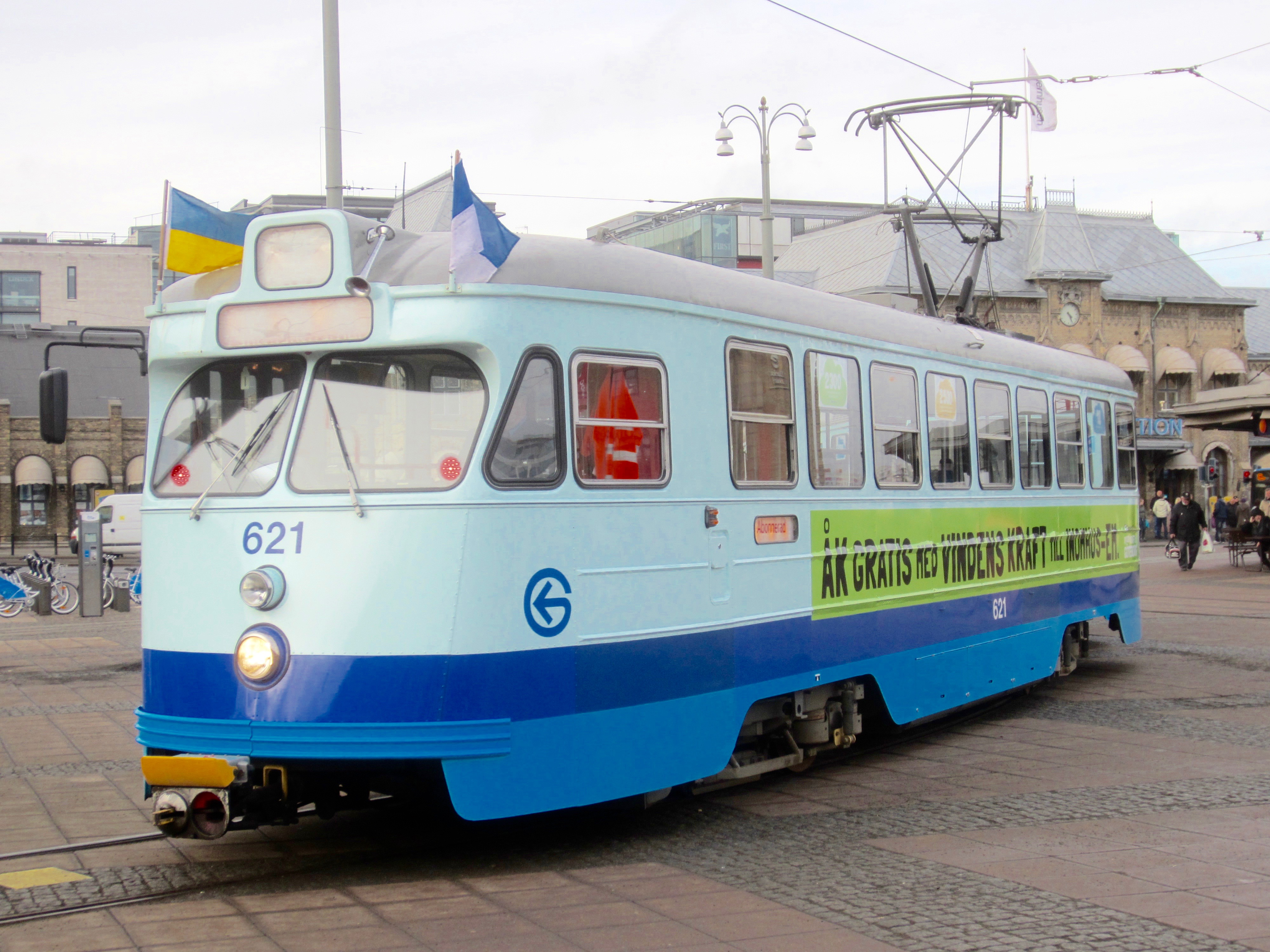
M25 nummer 621 på Drottningtorget, Göteborg 2 mars 2013.

Sammanlagt 30 stycken M25 modifierades för att gå på Angeredsbanan, 15 i vänstertrafikutförande och 15 i högertrafikutförande. Då denna bana första tiden saknade vändslingor ville man ha spårvagnståg med en förarhytt i var ände av tåget. Sålunda sparades det 15 vagnar i vänstertrafikutförande, vilka akterkopplades med högertrafikvagnar och man fick på detta sätt ett tvåriktningståg. På Angeredsbanan, eller "A-banan" gick M25 i tre- eller fyravagnarståg. Vänstertrafik tillämpades på A-banan. Mittplattformar byggdes på hållplatserna, där vagnarna hade sina dörrar på den östra sidan. Högertrafikvagnarna gick således först i tågen mot Angered och vänstervagnarna gick först i tågen mot Göteborg.
Modifieringen till A-banan bestod av följande punkter:
- Tillsatsutrustning för ökad acceleration och omfattande eltekniska åtgärder för den ökade linjespänningen (750 volt istället för 600).
- Förkopplingsmotstånd (för 750 volt) till omformaren
- Nya strömavtagare, Stemman, lågbyggda för att klara lägre tunnlar och viadukter.
- ATC av GS modell.
- Tjuvbromsindikator.
- Nya värmeelement.
- Halogenstrålkastare.
- Montering av membransiren.
- Broms/bakljus innanför vindrutorna.
- Modifiering av multipelkontakterna i scharfenbergkopplet.
- Borttagning av konduktörsplatsen (om den fanns kvar).
- Revision av aggregatet för mekanisk broms.
- Revision av boggier med nya hjulringar.
- Allmän uppsnyggning.

Vagnar för Angeredsbanan fick ett "A" i typbeteckningen. Dessa vagnar blev ombyggda för A-banan:
- vänstervagnar (M25Av) 579-593
- högervagnar (M25Ah) 611-625

## Föregångare och efterföljare
Vagntypen ersatte de äldre tvåaxliga vagnarna som var byggda på 1920 och 1930-talet. M23 Mustangerna byggda under sent 1940-tal blev kvar parallellt med M25 under hela 1960-talet och en liten bit in på 1970-talet. M25 kompletterades senare under 1960 och 1970-talen med de snarlika pedalvagnarna, M28 (ASEA) och M29 (Hägglunds), och det var inte förrän M21 (ASEA) dök upp på 1980-talet som M25 så småningom togs ur trafik. M28 var i drift fram till 2021 och M29 rullar fortfarande (2022). M21 blev ombyggd med en låggolvsmellandel samt upprustad med ny inredning och heter nu M31, och kommer troligtvis rulla under många år till.
Under 2000-talet har det levererats ytterligare en spårvagnstyp till Göteborgs spårväg, nämligen M32 (Sirio) från den italienska tillverkaren Ansaldobreda. M32 var planerad för att ersätta båda resterande pedalvagnar, M28 och M29. Nu kommer dessa dock att användas i trafiken under ytterligare ett antal år framöver då trafiken ökar och M32:orna hade en hel del barnsjukdomar och drabbades därför ofta av driftstörningar. Detta ledde då vanligen till att vagnarna måste tas ur trafik, ibland under lång tid, för att man skulle kunna åtgärda felen.

## Lika som bär
Gemene man ser ingen skillnad på pedalvagnarna M25, M28 och M29, då de både invändigt och utvändigt ser ungefär likadana ut. Men tekniskt skiljer de sig åt en hel del, men M25 och M29 är inbördes ganska lika varandra, då de båda är Hägglundsvagnar.

## Utfasningen
M25 fasades ut med början 1984. M21 hade nu börjat att synas på spårvägsnätet. Det var först brand- och kollisionsskadade vagnar som utrangerades. Vänstervagnarna gick också till "spårvagnshimlen" då dessa inte längre hade någon trafikuppgift efter att Angeredsbanan fått vändslingor. Under 1986 började man att sända flera vagnar till en bilskrotningsfirma i Agnesberg. Vid införandet av sommartidtabellen 1994 togs den sista M25:an ur trafik i Göteborg, det lär ha varit 599. Innan dess gick vagntypen på linjerna två, tre och fyra, och sattes ut från Vagnhallen Majorna. Hösten 1994 fanns inga M25:or kvar i trafik, nu hade Göteborgs Spårvägar istället en akut vagnbrist, det gick alldeles för fort med M25:ans utfasning. Men ett relativt stort antal vagnar sparades ändå till eftervärlden, mer om det senare i denna artikel.

## Svensketrikken
Spårvägen i Oslo, Oslo Sporveier, hade tidigare köpt begagnade spårvagnar från Göteborg och mellan 1991 och 1994 köpte Oslo Sporveier sammanlagt 36 vagnar. Dessa vagnar blev mycket överkomliga i pris, en krona styck. Anledningen var att man ville ha vagnar som gick att akterkoppla då det tillfälligtvis saknades vändslinga vid Sinsen (från jan. 1992). Senare vid Storo norr om centrum. Då fler vagnar blev till salu såg man möjligheten att billigt ersätta äldre vagntyper i Oslo. M25 eller SM91 som den hette i Oslo blev aldrig populär hos vare sig resenärerna eller förarna. Den kallades för "svensketrikken" och Osloborna lärde sig aldrig att gå på där fram, tvärtemot vad de var vana vid. En tragisk dödsolycka inträffade med vagntypen 2001 då en kvinna fastnade i dörrarna och släpades med vagnen. 
Den direkta orsaken kunde inte fastställas, men misstanken riktades mot att klämskyddet inte hade fungerat, och företaget dömdes för vållande till annans död till följd av bristfällig underhåll.
Denna olycka blev nådastöten för SM91 i Oslo. Men vagntypen gick ändå i trafik hos Oslo Sporveier till slutet av 2002, dock endast som enkelvagn. En av Oslovagnarna togs tillbaka till Göteborg av Ringlinien och en har sparats som museivagn i Oslo.

## Försålda vagnar
- Många vagnar (36 st) såldes i början på 1990-talet till Oslo Sporveier (se ovan) där de kallades SM91. Där gick de i trafik fram till hösten 2002.  LTF har sparat en vagn som museivagn, det är de före detta M25 599 som i Oslo heter SM91 277.
- Spårvägssällskapet Ringlinien tog tidigt hand om vagn 606 och vänstervagnen 582.
- Räddningstjänsten i Göteborg köpte vagn 621 för att användas som övningsobjekt, denna vagn överfördes sedan till Ringlinien.
- Göteborgs spårvägar sparade själva två vagnar, 518 och 552, dessa båda byggdes om till rullande lektionssalar och övningsvagnar. 552 kan på lång sikt bli aktuell som museivagn i Malmköping. 518 skrotades av GS med bistånd Ringlinien under våren och sommaren 2011, mycket av vagnens mekaniska och elektriska utrustning sparades som reservdelar.
- Vagn 602 såldes till friluftsmuseet Mannaminne.
- Vagn 569 var en av de vagnar som såldes till Oslo där den hette SM91 275. Vagnen kom sedermera tillbaka till Göteborg. Måndagen den 16 januari 2012 skickades denna vagn till en firma i Randers som skulle ta vara på front- och akterparti, vilka sedan monterades på den svårt krockskadade M29:an 810.
- Vagn 605 såldes 1990 till Statens Provningsanstalt.
- Vagn 610, idag skrotad, blev ombyggd till arbetsvagn för borstmaskinen "Borst-Erik". Fronten togs tillvara och monterades på den svårt krockskadade M28, 716.
- Flera vagnar såldes faktiskt till Disney World, Orlando, Florida, USA (se nedan).
- Resterande vagnar har köpts av olika skrot- och metallfirmor, främst bilskroten i Agnesberg och Halmstad Järnverk är representerade.

## Försäljning till Disney World
På våren 1992 såldes arton vagnar till Disney World i Florida. Dessa vagnar demonterades i Göteborg och elutrustningen togs tillvara, vagnkorg och ramverk gick till Halmstad Järnverk. Meningen var att man till Disney World skulle bygga nya vagnar med ett gammaldags utseende. Detta material blev dock aldrig översänt till USA utan blev liggande i ett magasin i Göteborg. En vagn, 618, skeppades dock över komplett, men det är oklart om den någonsin kom till användning.

## Bevarade vagnar

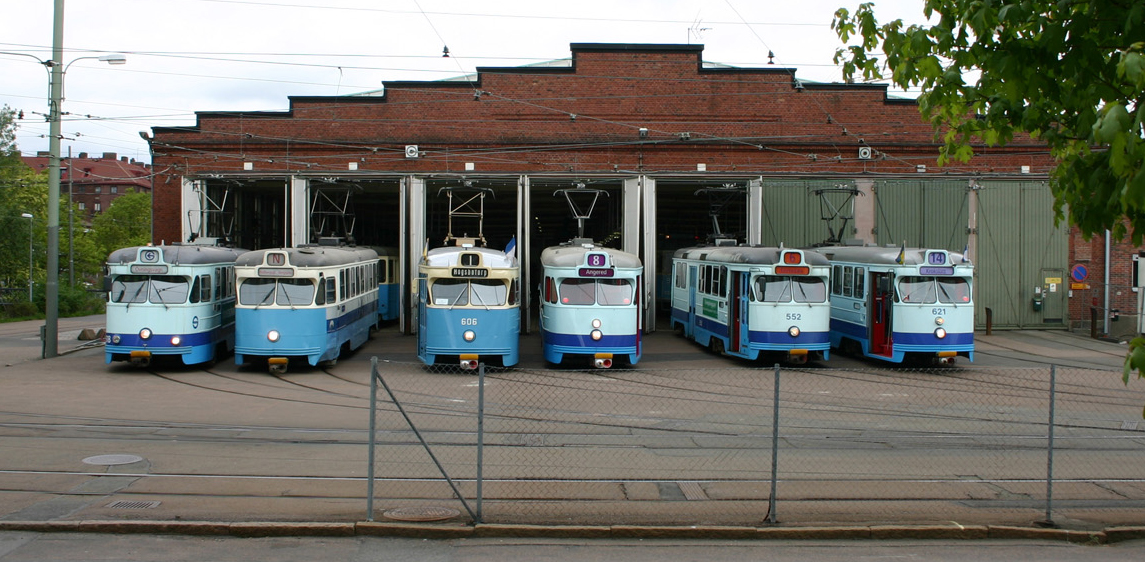
De sista M25:orna i Göteborg framför Gårdahallen. Från vänster: 518, 569, 606, 582, 552 och 621

M25 försvann successivt ur trafiken från 1984 till 1994. Följande sex vagnar finns kvar idag:
- 552 Göteborgs Spårvägar, museivagn. Status: Museivagn i Malmköping, saknar en del av originalinredningen.
- 582 Ringlinien, museivagn (vänstertrafikvagn, Angeredsbanan) Status: körbar i museitrafik, nyrenoverad 2011.
- 599 LTF i Oslo, museivagn, bevarad i Osloutförande som vagn SM91 277 av LTF i Oslo
- 602 Mannaminne, museivagn Status: inte körbar.
- 606 Ringlinien, museivagn. Status: körbar i museitrafik.
- 621 Ringlinien, museivagn (Angeredsbanan). Status: körbar i museitrafik. Lånas ofta ut till GS som övningsvagn.

## Nyligen skrotade
- 518 Göteborgs Spårvägar, är med på bilden ovan, då den arbetade som övningsvagn. Den skrotades under sommaren 2011.
- 569 Ringlinien, är också med på bilden ovan. Skrotad 2012 av Ringlinien i samarbete med GS och DSB i Randers. Blev till donator åt svårt krockskadade M29 810.

## Disney World
- 618 såldes till Disney World i USA. Det är dock oklart om den någonsin kom till användning.[1]

## En skvader
Vagn 610 skrotades av Ringlinien, som tog vara på diverse reservdelar. Fronten från denna vagn togs tillvara och monterades på en svårt krockskadad M28, vagn 716. Innan skrotningen fungerade denna som arbetsvagn och knuffade ofta omkring borstmaskinen "Borst-Erik". Borstmaskinen användes vid lövhalkan och i snöröjningen. Vid skrotningen fann man att reläer och kontakter i elutrustningen var igengrodda med damm som borstmaskinen virvlat upp. Borstmaskinen drevs av en dieselmotor och fick senare inte användas inom Göteborgs miljözon, den såldes därför till Norrköping. Vagn 569 kom att användas på samma sätt, som donator åt den svårt krockskadade M29 810, och skickades i januari 2012 till en firma i Randers som reparerade 810. Innan dess hade Ringliniens tekniker plockat bort motorer, kontakter och en del annan utrustning som skall utgöra reservdelsförråd åt bevarade M25:or.

## Data
Spårvagn typ M25 (M= motorvagn)
- Vagnsnummer: 501-625
- Ursprungligt antal: 125
- Bevarade antal: 6 (kanske 7)
- Museivagnar antal: 5 i Sverige och 1 i Norge
- Leverantör: Hägglunds 1958–1962
- Spårvidd (mm): 1435
- Driftspänning: 600–750 volt
- Längd (mm): 15132[förtydliga]
- Bredd (mm): 2 650
- Vikt (kg): 18 200
- Axelavstånd i boggi (mm): 1 800
- Boggiecentrumavstånd (mm): 7 000
- Hjuldiameter (mm): 680
- Axelföljd: Bo'Bo'
- Motorstyrka (kW):  4 x 50
- Största tillåtna hastighet (sth) (km/h): 60
- Dörrarrangemang: 2+2+1
- Antal passagerare: sittande: 38, stående: 78 (varierar mellan höger- och vänstertrafikvagnar)

## Olyckstillbud
Vagn 606 kolliderade 8 juni 2011 med en lastbil i plankorsningen vid Hinsholmskilen, riktning mot Saltholmen. Spårvagnen fick en del lindriga plåtskador på frontens vänstra sida, strålkastare och koppel.

## Gästspel
Vagn 621 gästade Djurgårdslinjen i Stockholm under sommaren 2009.